# 上海磁浮示范运营线

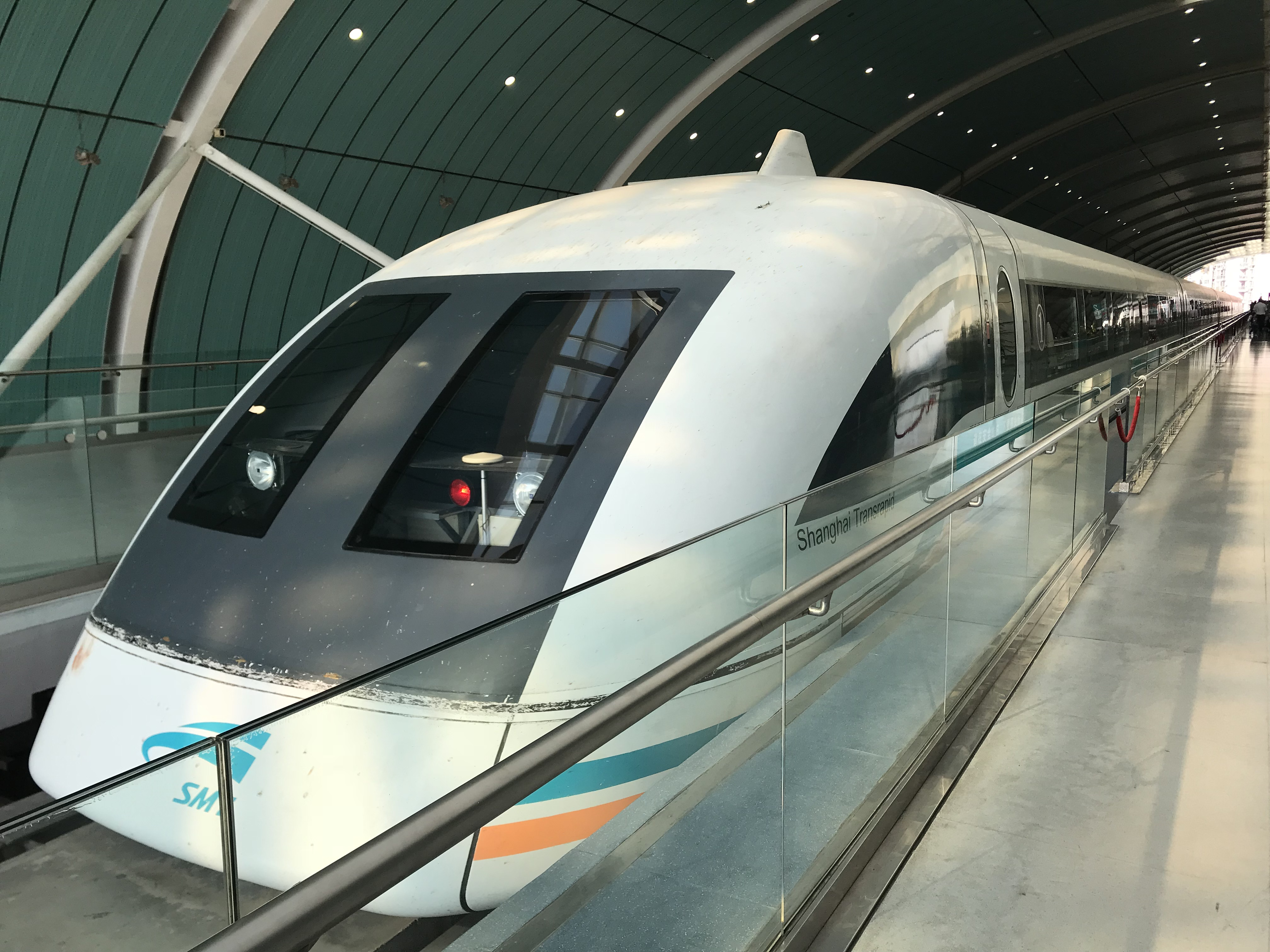
磁浮列車进入龍陽路站

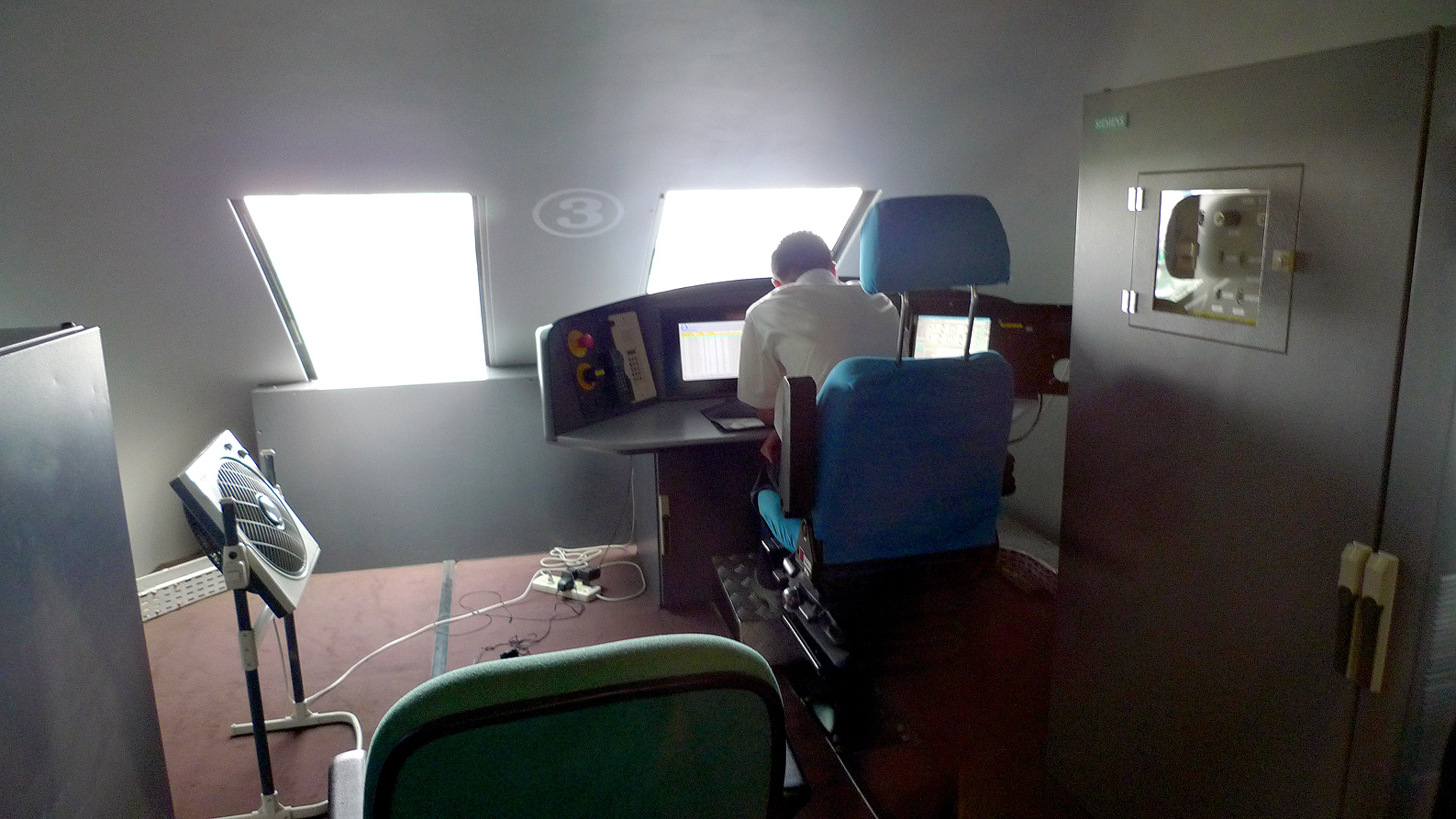
驾驶舱

上海磁浮示范运营线（又称上海磁浮线）是上海的一条磁悬浮列車线路，属于上海地铁的一个部分，连接龙阳路与浦东1号2号航站楼，正线全长29.863公里，加上维修基地出入走行线和检修线，双线线路总长折合约31.17公里。采用德国Transrapid技术，最高时速为431km/h，现行运营时速为300km/h，具有交通、展示、旅游观光等多重功能。是世界上第一条也是目前唯一一条商业运营的高速磁悬浮列车线路。

## 概述
上海磁浮线是世界上第三條投入商业运营及目前唯一運營的高速（通常指时速大于250公里）磁悬浮列车线路。
线路于2002年12月31日举行通车典礼，由當時的中華人民共和國國務院總理朱鎔基與德國總理施羅德，在龙阳路站主持剪綵儀式。2006年4月27日正式投入商业运营。
线路西起上海軌道交通2號線龙阳路站，东到上海浦东1号2号航站楼站，主要解决连接浦东机场和市区的大运量高速交通需求。线路正线全长约30公里，双线上下折返运行，原最高运行速度为430km/h，单线运行时间约8分钟，曾經是世界上速度最快的商业运营列车线路。
受2019冠状病毒病疫情以及浦东机场客流下降影响，自2020年5月1日起，上海磁浮列车示范运营线进行运营时间调整，列车最高运营时速调整为300km/h。

## 历史

### 背景
在上海磁浮线通车以前，尽管中国大陸铁路客运量大，但是总体技术水平仍旧停留在传统的铁路技术上，不及日本新干线、法国TGV、欧洲之星之类的高速铁路。
1999年，中国大陸政府开始研究建造京沪高铁，在研究的可行性论证过程中，专家团队对于高铁應采用何种技术产生分歧。时任科技部副部长徐冠华和部分专家开始支持磁悬浮技术，并且由于该技术的主要发明国德国也宣称高速磁浮技术已达到成熟水平，可以使得中国大陸的铁路交通系统实现跨越式发展。
另一部分专家则提出了完全不同的意见，认为应当采用世界普遍采用的高速轮轨技术，并且中国大陸对于高速轮轨系统技术的掌握也有了重大的进步。尽管磁浮系统存在诸多优点，但世界目前的磁悬浮技术仍旧停留在试验阶段，高速磁浮技术最发达的德国也没有一条投入商业化运营的线路，高速磁浮技术仍具有不确定性，在技术和经济上存在许多不确定因素。
专家雙方最終达成共识，同意先行建设一段商业化的运营示范线路，以此确定高速磁浮系统的成熟、可用、经济和安全等数据。专家团队的建议最终得到国务院的关注和支持，随即选定了上海、北京與深圳三个地区进行比较，最终于2000年6月决定在上海建设高速磁悬浮。
2000年6月30日，时任上海市市长徐匡迪与德国磁浮铁路国际公司总经理Wahl在德国签署了《中华人民共和国上海市和德意志联邦共和国磁浮国际公司（TRI）共同开展上海市磁浮列车示范运营线可行性研究协议书》。随后在同年8月24日，国家计委经国务院批复了上海市磁浮列车示范运营线工程项目建议书。同时，由上海申通地鐵集团有限公司、申能（集团）有限公司、上海国际集团有限公司、上海宝钢集团公司、上海汽车工业（集团）总公司、上海电气（集团）总公司、上海浦东发展（集团）有限公司等7家公司投资30亿元人民币组建的上海磁浮交通发展有限公司正式成立。12月，上海市政府选定上海浦东龙阳路地铁站至浦东国际机场建设高速磁浮示范运营线。

### 建设
2001年1月23日，与德国西门子公司、蒂森公司和磁浮国际公司组成的联合体签署了列车供货及服务合同，总金额为12.93亿德国马克。
2001年2月28日，国务院办公会议审议批准了项目的工可报告和开工报告，次日即举行工程开工仪式。中共中央政治局委员、时任上海市委书记黄菊按动开工电钮，时任上海市市长徐匡迪等参加仪式。同时亦建设上海磁浮交通科技館作為額外收入來源。
2002年12月31日，上海市磁浮列车示范运营线举行通车典礼，中华人民共和国总理朱镕基和正在中国访问的德国总理施罗德出席典礼。

### 试运营
在举行通车仪式后，线路在一年内并未正式对外运营，而是进行各种测试以满足安全运营需要。
2003年7月14日，首次成功实现双线两列车以860公里/小时的最高相对速度相会；2003年11月12日，进行无荷载最高运行速度测试，5节编组列车最高试验运行速度达501公里/小时。
2003年12月29日，开始每天上午半天对外试运行。2004年1月29日，对外试运行扩展到整个白天（即每天上午8:30到下午5:30，运行9个小时）。2005年12月1日，运营时间延长到14小时（7:00-21:00），发车间隔为15分钟，延长时段内的最高运营时速改为300km/h。
但由于造价与运营费用高昂，在2004年至2006年的三年期间，上海磁浮线曾亏损超十亿元。
2006年4月26日，工程正式通过国家竣工验收，翌日正式投入商业运营。

### 正式运营时期

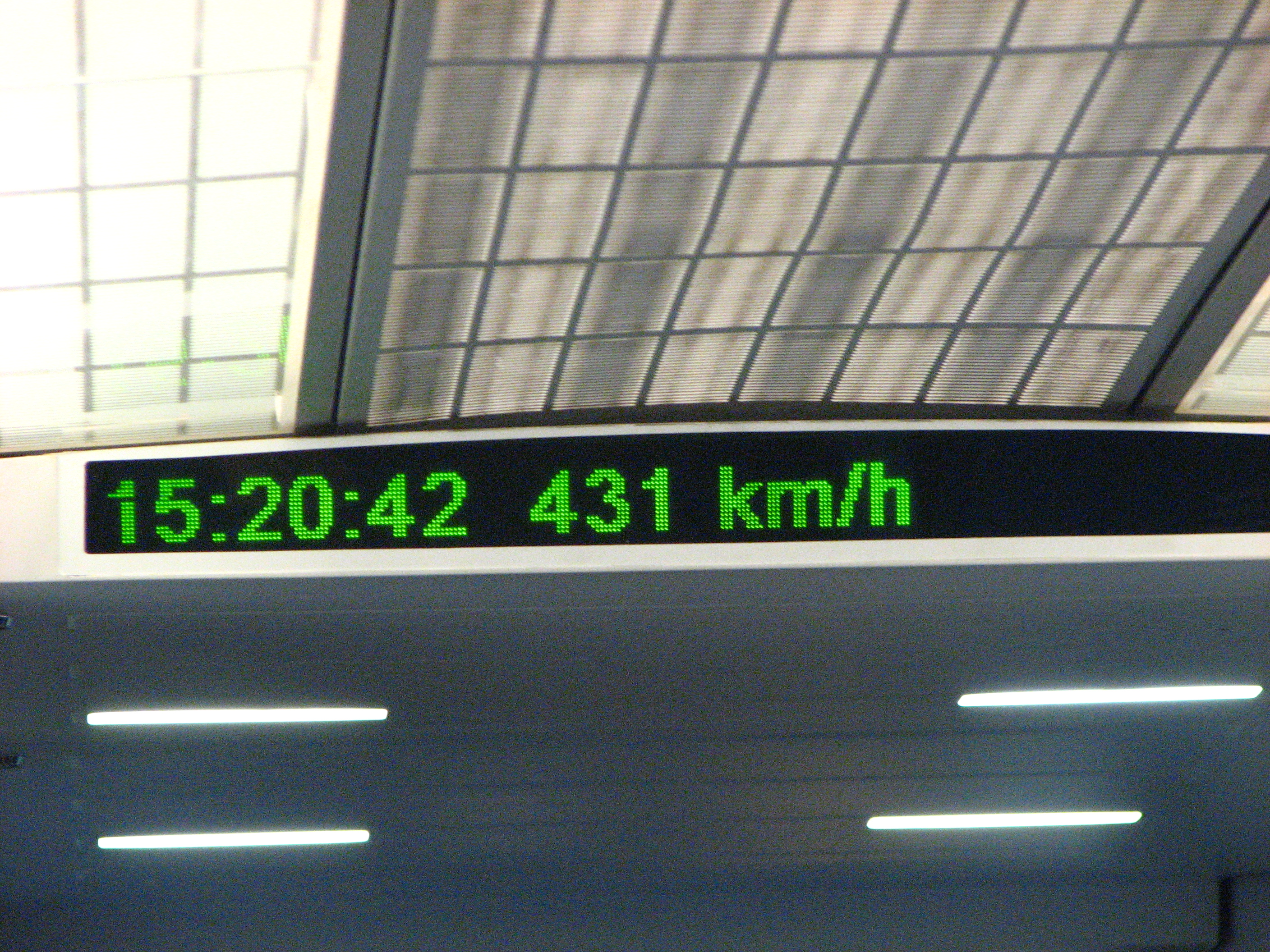
磁悬浮列车达到431公里时速

2006年9月左右，发车间隔增加至20分钟。2006年10月1日，开辟上海公交卡过闸机进站通道。
列车在投入商业运营初期按最高速度431km/h运营，后来从2009年2月开始，除9:00-10:45/13:00-16:45外，其余运行时间均降速至300km/h，同时在之后的最高速度运行时间均有所调整：2010年6月，下午最高速度运行时间调整为14:00-16:45，几月后又改为15:00-16:45；2011年3月5日开始，最高运行速度时间调整为06:40-17:51，而18:00-21:51班次最高时速为300km/h，间隔20分钟；2011年5月24日开始，恢复3月5日前运行时刻；2012年12月31日，下午最高速度运行时间调整为15:00-15:45。
2020年5月1日，受2019冠状病毒病疫情以及浦东机场客流下降影响，列车全天的最高运营时速调整为300公里，但未来会根据机场客流的恢复状况而恢复最高速度运营。

## 车站列表
| 站名             | 里程 （米） | 站间距 （米） | 转乘路线                          | 所在地   | 车站形式         | 开门方向1 |
| ---------------- | ----------- | ------------- | --------------------------------- | -------- | ---------------- | --------- |
| 龙阳路           | 0           | -             | █ 2号线 █ 7号线 █ 16号线 █ 18号线 | 浦东新区 | 地上三层西班牙式 | 两侧      |
| 浦东1号2号航站楼 | 29863       | 29863         | █ 2号线                           | 浦东新区 | 地面侧式         | 左/右侧   |

- 注1：相对列车运行方向而言。

## 运营组织

### 运营时间及发车间隔
目前，磁浮线的运营时间为早上6点45分至晚上9点42分，除龙阳路至浦东1号2号航站楼在6点45分至7点00分的发车间隔为15分钟外，其余时间均为20分钟一班。

### 票价
普通的单程车票为50元人民币，如果旅客手持机票或公交卡，则享受减免20%的优惠价格。对于送客的乘客，购买的往返票票价为80元。此外列车贵宾车厢票价为单程票100元人民币，往返票为人民币160元。此外还有磁浮线多次卡销售，票价为900元30次（相当于每次打6折）。2013年，上海地铁发行磁浮线-地铁联票，分两种，磁浮线可乘一次（售价55元）或两次（85元），而地铁为一日票，可在有效期内分别使用。2025年6月14日起，上海磁浮线试点带有中国银联、Visa、万事达、美国运通、JCB等标志的芯片卡、符合金融IC卡标准的手机pay以及各形态数字人民币过闸。

## 图片

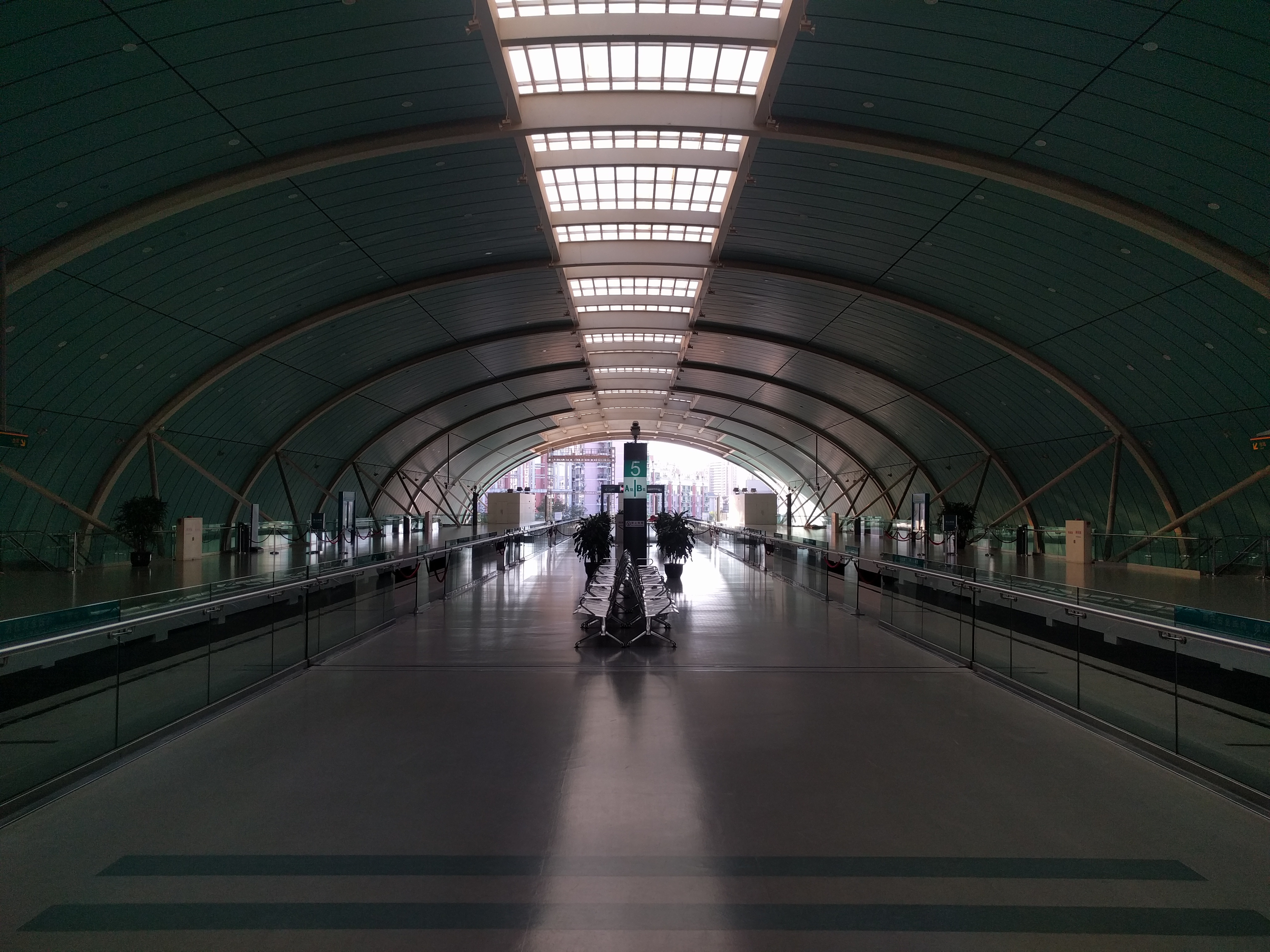
上海磁悬浮龙阳路站站台
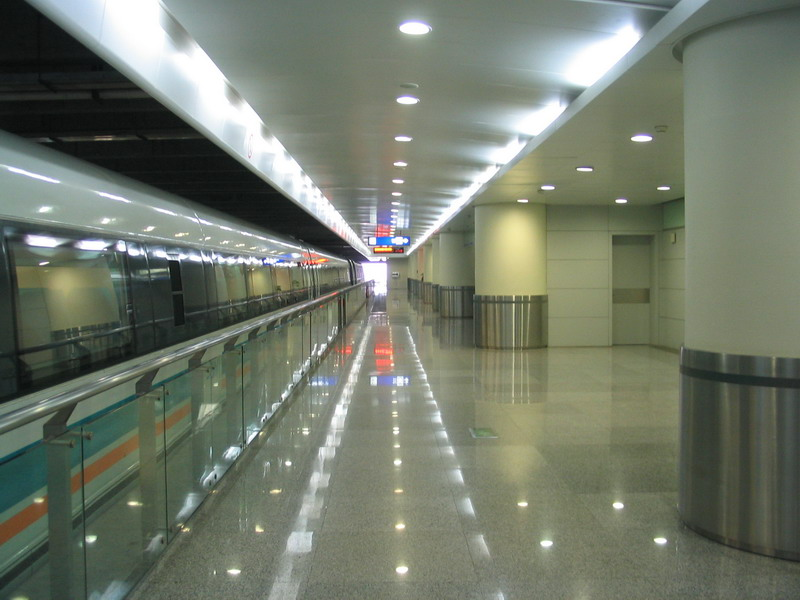
浦东1号2号航站楼站
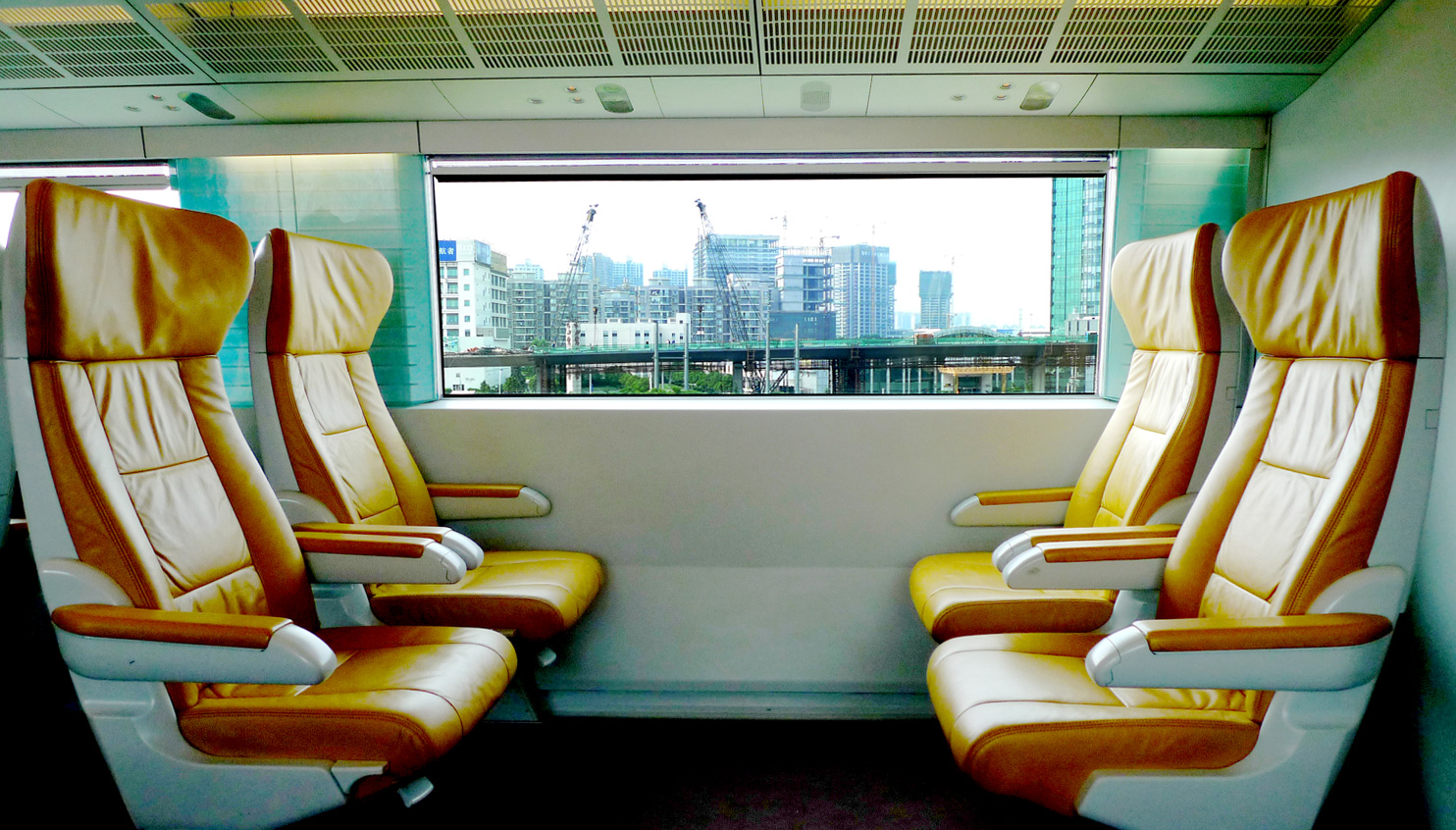
贵宾席内景
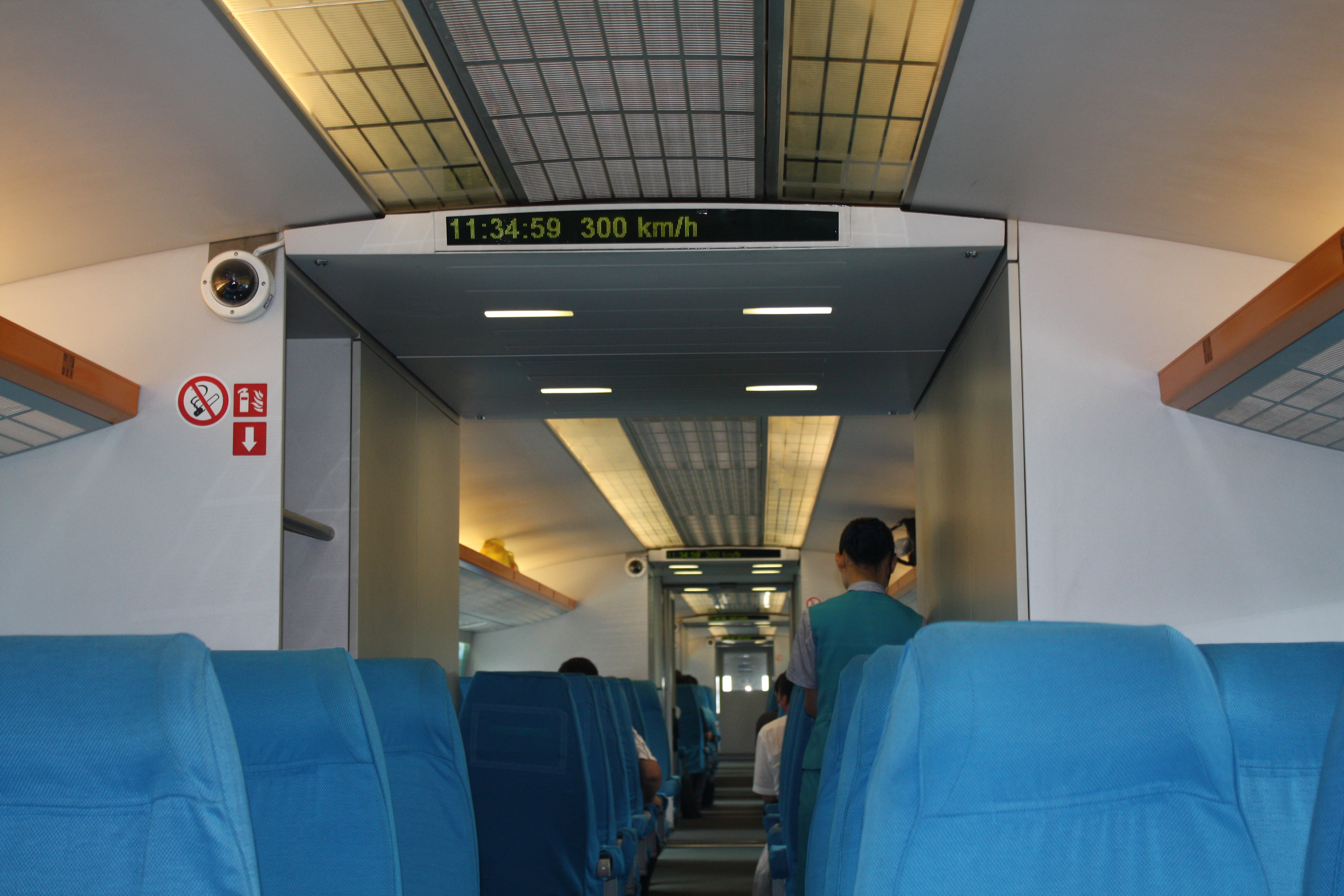
普通席内景
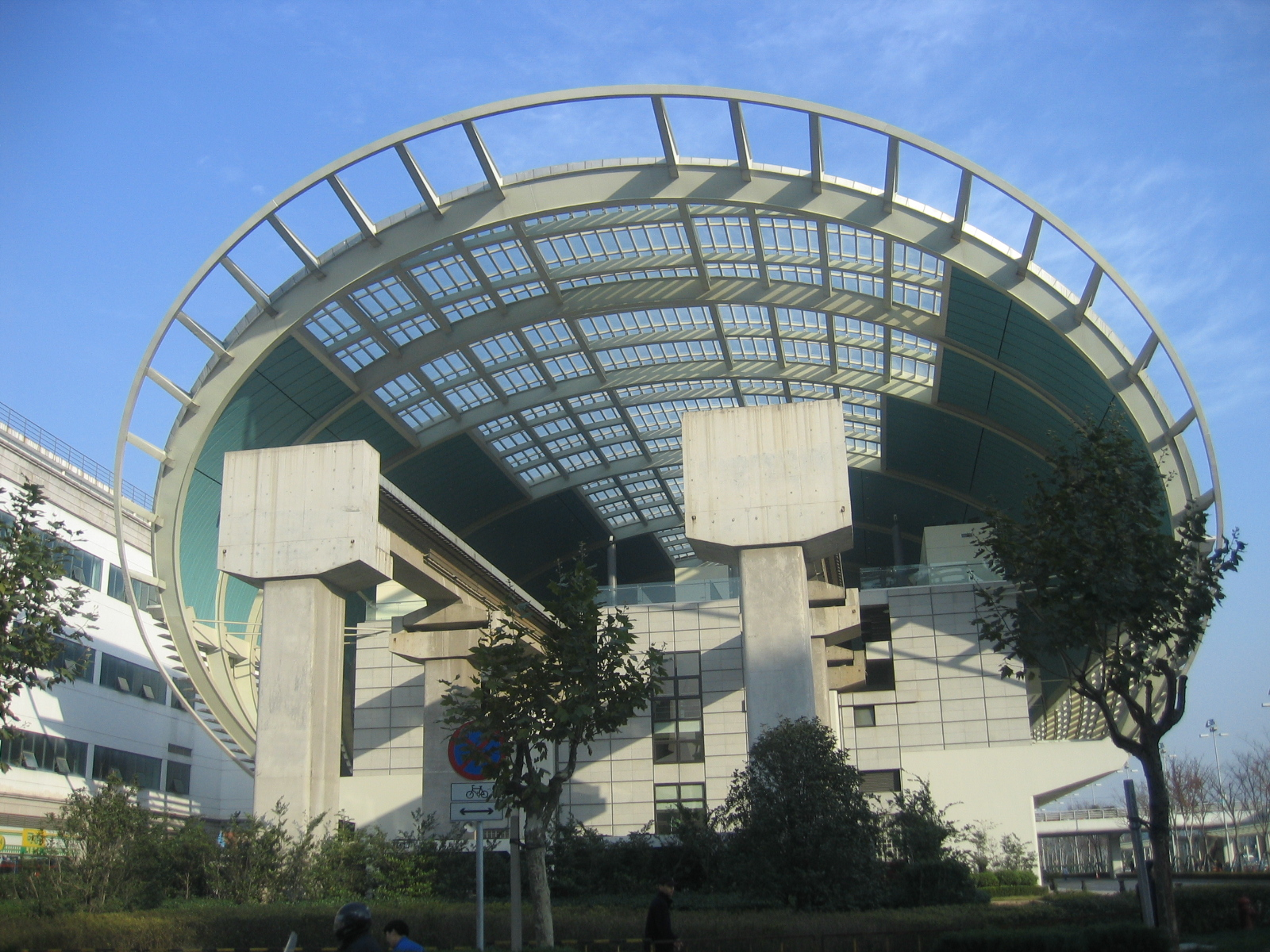
龙阳路站外景

## 运营成本
在目前技術條件下磁悬浮列车系统运营费用依舊昂贵，圣地亚哥机场、慕尼黑机场等磁悬浮项目均因资金问题而取消。上海磁浮的每公里的建設成本為 3975.9 萬美元，自開通以來磁浮一直處於虧損。不過該線路缺乏盈利能力主要源於其建設是為了試驗中國鐵路基礎設施的未來，例如將其整個高鐵網絡轉換為磁懸浮，而不是從旅客身上獲取利潤的可行市場解決方案。這樣，中國工程師就可以從新電子交通系統的實際商業運營中積累和分析數據。

## 事故
2006年8月11日下午，一列由浦东国际机场始发的磁悬浮列车，在抵达龙阳路车站时，其中的一节列车车厢发生火警。磁悬浮公司立即启动消防预案，疏散乘客，遏制火势，上海市公安、消防部门亦迅速出警。在当日15:40分左右，起火车厢的明火被扑灭。由于及时扑灭火情，没有车上乘客受伤，也没有影响到其他磁悬浮列车正常运营。后经沪德双方调查，起火这节车厢主要结构和主体部件基本完好，主要起火原因为车载蓄电池发生故障。
一男子从墩柱旁脚手架爬到轨道梁下方，被由东向西的磁悬浮列车撞击身亡，调查后认为是磁悬浮轨道附近的民工闲玩攀爬而导致的事件。

## 未来发展
沪杭磁悬浮交通项目是上海磁浮示範運營線由龍陽路至杭州的延伸，但由于沿线居民反对后一直未开工建设。
2013年4月20日，浙江省撤销了沪杭磁悬浮交通项目建设领导小组，同时替代项目上海轨道交通机场联络线已经通过国家审批，虹桥综合交通枢纽预留的磁悬浮车站的位置将部分用于市域铁路的车站，故有观点认为沪杭磁悬浮项目已经全部取消或永久搁置。实际现市域铁路车站使用了东半部分站体，西半部分未作改动。同时上海南站改造工程与莲花路站新站厅等新建工程均为磁浮预留了通过空间，16号线高架桥墩与18号线龙阳路站站厅亦有预留磁浮线地下线的部分结构，待建的19号线中华艺术宫南站存在与磁浮线的换乘预留空间。因此沪杭磁浮上海段存在作为机场快线而实施的可能性。
2019年12月1日，中共中央、国务院印发《长江三角洲一体化发展规划纲要》，包括积极审慎展开沪杭磁悬浮研究，2020年4月17日，浙江省高水平交通强省建设动员大会提及拟建设沪杭甬超级磁浮工程，该项目预计总投资1000亿元，时速600公里。
磁浮近期将延伸至浦东国际机场3号航站楼，并预留进一步南延伸的条件。远期将扩建成为机场快线，届时将在现18号线龙阳路站东南侧新建地下车站，并经过世博园区、上海南站，最终到达虹桥站。